# Dannelsesrejse
Dannelsesrejsen har til formål at udvikle personligheden ved at give den rejsende indsigt i og forståelse af andre kulturer. Dannelsesrejser er en gerne længerevarende rejse på måneder, halve eller hele år.
Da renæssancens adelsstand skulle kunne indtræde i statsadministrationen, betød det stigende forventninger til unge adelsfolks kunnen. Derfor blev dannelsesrejsen siden 1500-tallet, en flerårig studierejse til Europas storbyer, oftest sidste led i deres uddannelse efter et ophold på Københavns Universitet eller på Sorø Akademi. Men mange unge drog også ud for netop at blive kvalificeret til universitetet. Senere udviklede traditionen sig til andre dele af samfundet og udlandsrejsen blev en del af universitetsstudierne. Formålet med udlandsrejserne – eller dannelsesrejserne - var også at udvikle sprogkundskaber samt lære museer, biblioteker, teatre m.m. at kende. I løbet af 1700-tallet fortonede de statsretlige universitetsstudier sig og dannelsesrejsen blev unges rejse for almendannelsens og oplevelsens skyld. Tidens dannelsesideal var den humanistiske verdensborger, der var fortrolig med klassisk åndsliv og smag. I forhold til kunst virker dannelsesrejsen på flere forskellige måder. Ved at rejse ud i verden kan kunstneren blive inspireret til nye metoder, som kan bruges i hans arbejde og han kan studere kunstsamlinger på museer i andre lande, samt besøge deres biblioteker og teatre. Når den unge adelsmand, den unge studerende eller den unge kunstner i 1500-, 1600- og 1700-tallet tog på udlandsrejse var det mode at medbringe en stambog som et minde om rejsen og de personer, man havde mødt.
Også i moderne tid eksisterer opfattelsen af at udlandsrejser er en vigtig del af unges personlige udvikling. Nogle ser de unges arbejds- eller studieophold i udlandet som vor tids dannelsesrejse, hvor de unge kan lære meget og få sig en ballast ved at møde en anden verden og andre kulturer samt bygge på de erfaringer og udfordringer som en rejse medfører. 